# Faro de Cabo Hatteras
El Faro de Cabo Hatteras está ubicado sobre la costa de Isla Hatteras, Cabo Hatteras en la ciudad de Buxton, Carolina del Norte y es parte de Cape Hatteras National Seashore. 
Fue creado en 1870, en un punto estratégico para la navegación de la costa oriental de Estados Unidos. Este es el faro más alto en los Estados Unidos de acuerdo con el Servicio Nacional de Parques y el 23º en todo el mundo, con sesenta y cuatro metros de altura. Asimismo, es el faro más alto del mundo construido con ladrillos. El patrón semi único del faro lo hace fácil de reconocer y famoso.
A instancias de los marineros y oficiales de la Marina de los Estados Unidos, el Congreso asignó 80.000 dólares a la Junta del Faro de los Estados Unidos para construir una nueva baliza en el cabo Hatteras en 1868.